# TMRP-6
 (juillet 2008).
La TMRP-6 ( Serbo-croate : Protivtenkovska Mina Razorno Probojna-6, Mine antichar à pénétration destructrice-6 ) est une mine antichar fabriquée par la République fédérative socialiste de Yougoslavie conçu avec une assistance suédoise[réf. nécessaire].
L'explosion de la charge explosive projette un projectile qui vient frapper à haute vitesse la cible pour la perforer en utilisant l'effet Misznay-Schardin.
Elle est utilisée durant les guerres de Yougoslavie des années 1990.